# Mixmash Records
Mixmash Records est un label néerlandais de musique électronique fondé par le disc jockey Laidback Luke, en 2004.
Laidback Luke se servit de son label pour sortir ses nouvelles productions. Dernière en date : Snap that Neck, sortie le 20 juillet 2015.
Blasterjaxx, Sandro Silva, John Dahlback ou encore Tujamo signèrent sur le label du néerlandais.
S.A.X., sorti en janvier 2015, atteignit la 1re place du top 100 établi par Beatport, une première pour le label qui venait de fêter ses dix ans l'an passé.